# Józef Sebastian Pelczar
Józef Sebastian Pelczar (Korczyna, 17 janvier 1842 - Przemyśl, 28 mars 1924) est un évêque polonais cofondateur des Servantes du Sacré-Cœur de Jésus de Cracovie avec la bienheureuse Ludwika Szczęsna. Il est reconnu saint par l'Église catholique. 
Sa fête est fixée au 28 mars suivant son inscription au Martyrologe romain.

## Biographie
Ordonné prêtre le 17 juillet 1864, il occupe la charge de recteur de l'université Jagellonne puis d'évêque de Przemyśl. Témoin de la misère matérielle et spirituelle de la population, ses nombreuses et dynamiques activités apostoliques le pousse à fonder la congrégation des Servantes du Sacré-Cœur de Jésus, pour venir en aide aux plus nécessiteux. Vivant sa foi chrétienne profondément, il est l'auteur de nombreux ouvrages de théologie spirituelle. 

## Béatification et canonisation

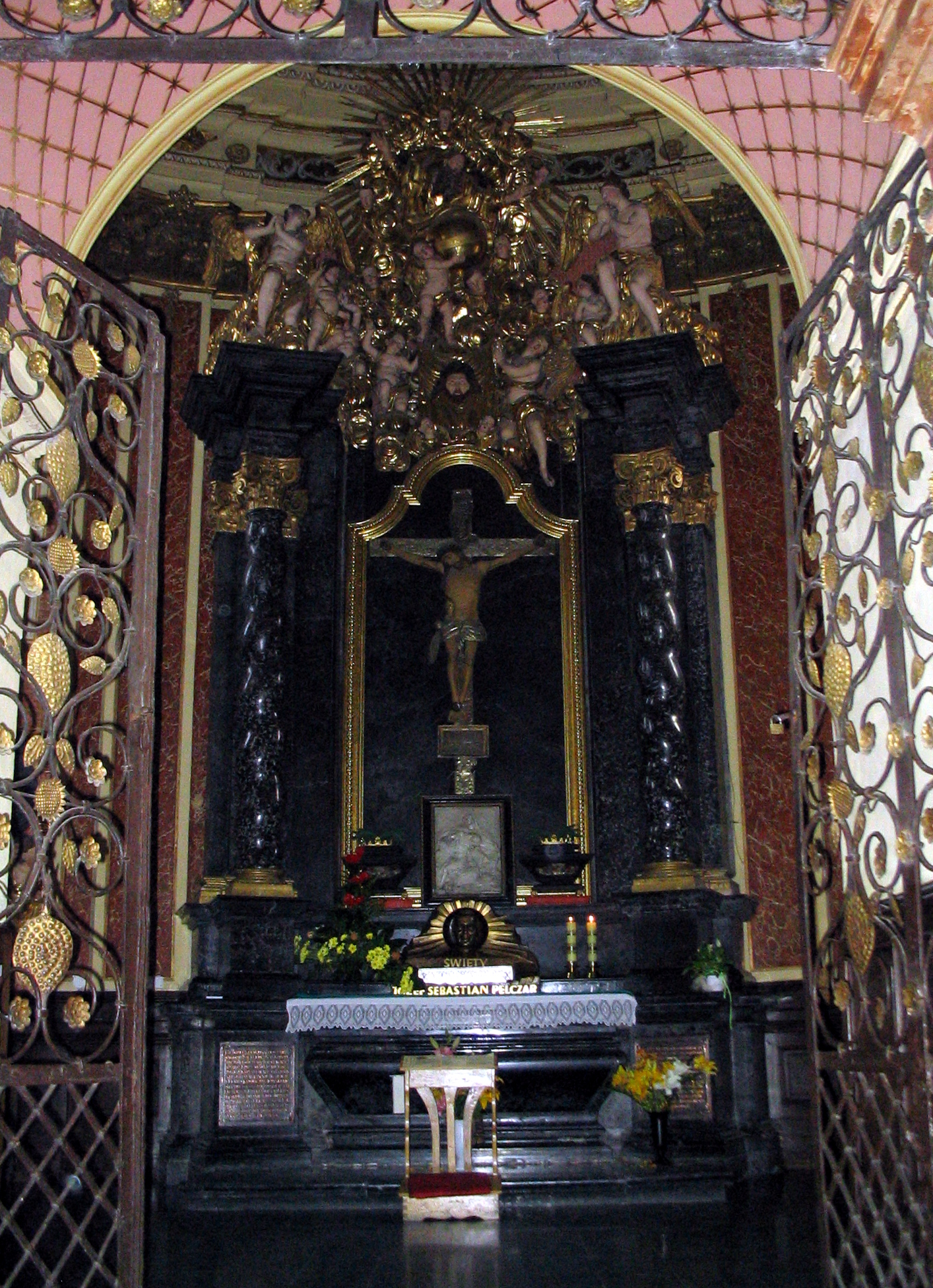
Tombe de saint Józef Sebastian Pelczar à la cathédrale de Przemyśl.

- 1954 : ouverture de la cause en béatification et canonisation.
- 18 février 1989 : Jean-Paul II lui attribue le titre de vénérable.
- 2 juin 1991 : béatification.
- 18 mai 2003 : canonisation.

### Liens Externes
- Ressources relatives à la religion :   - Catholic Hierarchy
  - Dictionnaire de spiritualité
  - GCatholic.org
- Notices dans des dictionnaires ou encyclopédies généralistes :   - Internetowa encyklopedia PWN
  - Österreichisches Biographisches Lexikon 1815–1950
  - Polski Słownik Biograficzny
- Notices d'autorité :   - VIAF
  - ISNI
  - LCCN
  - GND
  - Pays-Bas
  - Pologne
  - NUKAT
  - Vatican
  - Tchéquie
  - Lettonie
  - WorldCat
- Biographie et homélie de canonisation du pape Jean-Paul II (18/05/2003), Vatican
- Saint Józef Sebastian Pelczar, évêque de Przemyśl (Pologne), l'Évangile au Quotidien
- (en) Liste des évêques et archevêques de Przemyśl, GCatholic.org